# アフガニスタン国民議会
国民議会（こくみんぎかい、パシュトー語: شورای ملی, mlay shura）は、アフガニスタン・イスラム共和国がかつて設置していたアフガニスタンの立法府である。

## 議会構成
二院制で、上院に相当する長老議会（メシュラーノ・ジルガ）と、下院に相当する人民議会（ウラスィー・ジルガ又はシュライ・ナマヤンダガン）で構成されていた。

## 概要
2003年、ロヤ・ジルガにおいて採択された基本法（憲法）に従い、長老議会（上院）と人民議会（下院）から成る国民議会の設置が規定された。2021年、カーブル陥落にともない事実上解散した。

### 長老議会
長老議会（ミシュラノ・ジルガ）は、定数102議席で、5年任期議員（大統領の任命）、4年任期議員（各州議会の選出）、3年任期議員（各郡議会の選出）が3分の1ずつを占める。
長老議会議長は、シブガトゥッラー・ムジャッディディー。

### 人民議会
人民議会は、249議席以下と規定され、議員は国民の直接選挙で選出される。任期は5年。議会は、おのおの4か月半の冬季会期と夏季会期、計9か月間活動する。会議の議事録は、「ジャリアジ・ラスミ＝イエ・ヴルシ・ジルガ」に掲載される。
人民議会は、政府閣僚の承認、ならびに閣僚、最高裁判所の所長、副所長、裁判官、検事総長、国家保安局長官、アフガニスタン中央銀行総裁、アフガニスタン赤新月社総裁の信任（不信任）の権限を有する。また、その活動を説明させるために、政府閣僚を議会に招請する権限も有する。

#### 人民議会選挙

##### 第1期
2005年9月18日、最初の人民議会選挙が行われた。選挙結果は、以下のとおり。
- 旧アフガニスタン・イスラム協会（ブルハーヌッディーン・ラッバーニー）：52議席
- 旧アフガニスタン・イスラム党（旧グルブッディーン・ヘクマティヤール派）：18議席
- アフガニスタン国民イスラム運動（ラシッド・ドスタム）：17議席
- アフガニスタン・国民イスラム統一党（ムハンマド・モハッケク）：16議席
- アフガニスタン国民統一党（ヌルルハク・オリュミ）：15議席
- イスラム・アピール党（アブドゥル・ラスル・サイヤフ）：9議席
- アフガニスタン国民イスラム戦線（サイード・アフマド・ギラニ）：8議席
- アフガニスタン社会民主党（アンワル・ウル＝ハク・アハディ）：7議席
- アフガニスタン国民解放戦線（シブガトゥッラー・ムジャッディディー）：6議席
- アフガニスタン国威党（サイード・ムスタファ・カーゼミー）：4議席
- アフガニスタン・イスラム運動（S.M.A.ジョヴィド）：4議席
- ショアレイ・ジャヴィド（毛沢東派）：4議席
- イスラム革命運動：4議席
- 王党派：2議席
- 国民団結党（S.M.ナディリ）：1議席
- ワッハーブ・アピール：1議席
- アフガニスタン青年国民連帯党（ジャミール・カルザイ）：1議席

その他は、無党派。
議員は会派を形成する権利を有し、国家独立会派（ムスタファ・カーゼミー）、国家監督会派（ムハンマド・アシム）、発展会派（ムハンマド・ナイム・ファラヒ）、アフガニスタンの今日会派（ミールワイス・ヤーシーニー）の4会派が形成された。
出自で見れば、元ムジャーヒディーンと民主主義者が35％を占め、元ターリバーン、共産主義者、テクノクラートがおのおの5％を占めた。
民族的構成は、パシュトゥーン人111人、タジク人69人、ハザーラ人26人、ウズベク人20人、トルクメン人4人、アラブ人4人、キジルバシ人2人、パシャイ人2人、ヌーリスターン人1人、ベルジ人1人、その他9人だった。
人民議会議長には、ユーヌス・カーヌーニーが選出された。

##### 第2期
2010年9月18日、2回目の人民議会選挙が行われた。

##### 第3期
2018年10月20日、3回目の人民議会選挙が行われた。本来なら2015年に実施されるべき選挙であったが、選挙制度を巡る混乱から実施予定日が2016年10月15日に先送りされ、そこから2018年7月7日に一度延期されたのち、再延期で実施日が10月20日に設定された。

## 歴史
アフガニスタン史全般にわたり、ロヤ・ジルガが社会的・政治的に重要な問題を解決するにあたって、重要な意義を有している。

### バーラクザイ朝
近代的な議会は、アマーヌッラー・ハーンの治世（1919年 - 1929年）に設置された。1928年、ロヤ・ジルガにおいて、国家評議会を国民議会に改編する決定が採択された。
ムハンマド・ナーディル・シャーの治世（1929年 - 1933年）では、1931年に二院制の議会が設置された。議会は、住民から選出される下院（人民議会）と、国王が任命する上院から成った。しかしながら、議員は選出というよりは、事実上、国王の任命により決まることが多かった。
第7期（1949年 - 1952年）議会では、若干の自由が認められ、反体制的な政治家も議員に選出された。この時、50人（当時の議会定数は181人）から成る野党議員は、議会会派「統一国民戦線」を結成した。統一国民戦線の圧力により、強制労働、低価格での穀物の強制買い上げ、不法な税金の徴収等が禁止された。また、1951年には、民間出版物の発展を促進する出版法が制定された。
1964年10月、ザーヒル・シャー国王（1933年 - 1973年）により、新憲法が承認され、下院選挙において、自由・普通・秘密・直接選挙が導入された。議員の任期は、4年とされた。上院議員の選出も改革され、3分の1が各州のジルガから選出され（任期3年）、3分の1が同じく各州ジルガから選出され（任期4年）、残り3分の1が国王により任命された。新憲法により、三権分立の原則も確立された。

### アフガニスタン共和国 (第1次)
1973年7月14日のムハンマド・ダーウードのクーデター後、アフガニスタンは共和国となった。新体制は、1964年の憲法を廃止し、議会を解散した。この時から2005年に至るまで、全国民的に選出される議会は消滅した。
1977年2月、ロヤ・ジルガにおいて、新憲法が採択され、一院制の議会が設置されたが、その権限は、予算の承認、国際条約の批准、軍の国外派遣等に限定された。議会選挙は、1979年を予定していたが、1978年4月27日のクーデターによりダーウード体制は倒された。

### アフガニスタン民主共和国
アフガニスタン人民民主党政権においては、議会は存在しなかったが、ムハンマド・ナジーブッラーの権力掌握後、国民への懐柔策として若干の自由化が認められた。1986年12月、ロヤ・ジルガにおいて、基本的権利と自由、政党の創設・活動を保障する新憲法が採択され、二院制の議会が設置されることとなった。

### アフガニスタン共和国 (第2次)
1988年4月、新憲法に従い、多党制に基づく議会選挙が実施された。この選挙で、アフガニスタン人民民主党は22.6％、他の政党は9％を得票し、残りは無党派だった。両院の議長は無党派から選ばれ、上院議長にはM.ハビビ、人民議会議長にはA.A.アバヴィが選出された。この時、国土の80％以上は、ムジャーヒディーン勢力がすでに支配下に置いていた。

### アフガニスタン・イスラム国
アフガニスタン内戦の影響から議会が存在しなかった。

### アフガニスタン・イスラム首長国
1996年から2001年にかけて存在した第一次ターリバーン政権は議会を設置しなかった。2021年に発足した第二次ターリバーン政権も、2022年1月末時点で議会を設置していない。

## 参考資料
- アフガニスタン基礎データ - 外務省
- アフガニスタン>政治>立法府—議会と選挙 - 独立行政法人国際協力機構